# 天
天在中华地区传统文化中是信仰體系的最高核心之一，其狹義僅指與「地」相對的「天」；而廣義的天，即道、太一、大自然、天下等。
天有神格化、人格化的概念，指的是最高之神，稱為皇天、昊天、天皇大帝、皇天上帝、昊天上帝等，即道教和民間信仰中的玉皇上帝（玉皇大帝）；又稱為蒼天、上天、上蒼、老天、老天爺等。

## 敬天

### 華夏文明的天
孔子刪詩書，目的是整理儒門的理論基礎，以供學子入門之用。其中《詩經》偏重人倫哲學，《書經》則偏重政治哲學。任何哲學論述都不可避免的立論於某種假設。這一點和宗教是共通的。如果我們定義「迷信」為「對一套未知的述說，無條件的、絕對的相信」。那麼我們可以說，宗教是建立在「迷信」的基礎上。沒有迷信，就沒有宗教。哲學的假設是可以討論的，宗教的迷信是不容置疑的。這是他們之間最根本的差別。
《尚書》是太史收藏的，一千多年的國家檔案。大概是華夏文明最古老的典籍。 華夏文明的基本假設是「昊天上帝」的存在。根據老子對這個「昊天」的說明，天是要遵從道，而道是遵從自然法則的。從這個觀點，昊天是自然法則的代稱，是一個沒有形體的抽象概念。老子姑且把他稱之為「道」。 而且「 道可道，非常道 。名可名，非常名。《道德經》」所以昊天是不能夠用文字語言加以定義的。那麼我們該如何了解昊天呢？最好的辦法，莫過於找出《尚書》對昊天的描述。從描述中了解昊天的原始定義。

#### 天的名稱
昊天有許多不同的稱呼，天地，天，上天，帝，上帝，昊天，昊天上帝，皇天上帝，皇上帝，皇天，皇。這些不同的稱呼，散佈在《尚書》裡。很明顯，指的都是同一個主體。可能是不同時代，不同地域，不同場合的異稱。

#### 《尚書》對天的定義
「惟天地萬物父母，惟人萬物之靈《尚書。泰誓上》。」、《詩經．大雅．烝民》：「天生烝民，有物有則。」天是造物者，天並不是自己動手創造，而是「人法地，地法天，天法道，道法自然。《道德經》」設定一套「天道」也就是「自然法則」，然後依據這套法則，萬物可以自我創造。 這個造物者是「 生而不有，為而不持，長而不宰。《道德經》」所以他不擁有萬物，不管轄萬物，只站在旁邊，以保證萬物按照天道運行。天不是靜止不動的，他藉助宇宙運行，展現他的動能。「天行健，君子以自強不息。地勢坤，君子以厚德載物。《易經》」。儒家「上天有好生之德，大地有載物之厚。《論語》」 這是「天生地養」的觀念。而昊天上帝的存在，是為了生養萬物。所以天道是「好生」，是「善」，是「慈悲」的。

##### 天命
「天其命哲，命吉凶，命歷年。《尚書·召誥》」根據現代遺傳學，一個人的聰明以及他的體質，是與生俱來的。體質決定一個人的壽命。所以智慧水平與生命久長是天所賦予的。

##### 賞善罰惡
天道是善惡分明的，「天道，福善禍淫。《尚書·湯誥》」根據天道，決定一個人的吉凶。可是「惟上帝不常。作善，降之百祥。作不善，降之百殃。《尚書·伊訓》」一個人的吉凶是根據你的行為，隨時改變。

##### 君以及師領導人民
人既無堅甲厚皮以自保，又無長牙利爪以禦敵。「群居」是保障個體生存，種族延續的唯一生存方式。「貪、懶」是動物保障個體生存帶來的天性。貪懶的個性，表現在行為上就是自私。自私的天性本來無所謂好壞。可是在一個群居的社會，自私是造成糾紛的原因。因為「惟天生民有欲，無主乃亂。《尚書·仲虺之誥》」所以「天佑下民，作之君，作之師，惟其克相上帝，寵綏四方。《尚書·泰誓上》」這是天命思想的來源。

##### 君王要照顧百姓
「惟天惠民，惟辟（君王）奉天。《尚書·泰誓中》」所以君王是 「命于帝庭，敷佑四方，《尚書·金藤》」 這是天意。天意就是要君王照顧百姓。

### 中國皇室中獨特的一神論
商朝提出天子直接向上帝祭祀的祭天禮儀。其他人則通過祖先祭祀上帝，上帝降福給有德行的人。《尚書·高宗肜日》：「惟天監下民、典厥義。降年、有永、有不永。非天夭民中絶命。民有不若徳、不聴罪、天既孚命、正厥徳、乃曰、其如台。嗚呼、王司敬民、罔非天胤、典祀無豊於昵。」中國雖然有民間多神及自然崇拜，但是皇室中獨特的一神論「天子祭天」，仍在許多朝代以非偶（圖）像崇拜的祭天儀式綿延流傳。

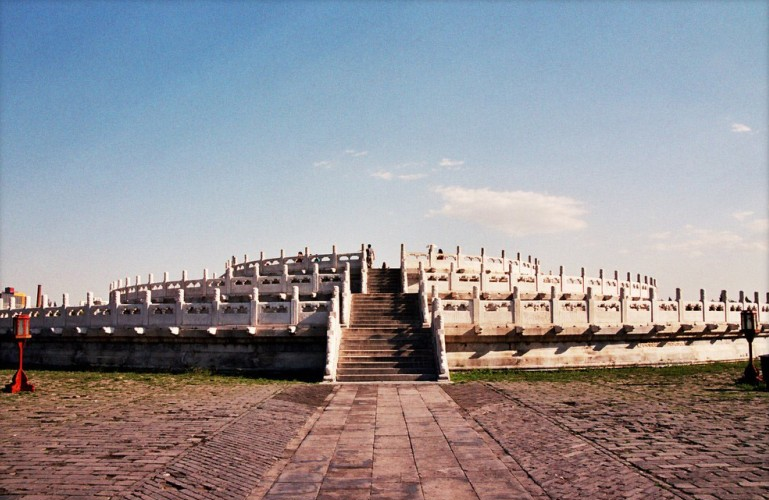
皇室祭天的天壇之圜丘

### 人格天/個人上帝(personal God)：中国传统宗法性宗教
《毛詩傳》：「元氣昊大，則稱昊天。遠視蒼蒼，則稱蒼天。此則天以蒼昊為體，不入星辰之列。」昊天上帝和天相比，具有一定的人格化的意味。
《尚書》“商書·伊训第四”中提到：“惟上帝不常，作善降之百祥，作不善降之百殃。”
《春秋左傳·僖公五年》：「鬼神非人實親，惟德是依，故《周書》曰：「皇天無親，惟德是輔」，又曰：「黍稷非馨，明德惟馨」，又曰：「民不易物，惟德緊物。」如是則非德，民不和，神不享矣。」」
墨子天志。

### 自然天/非個人上帝(impersonal God)
春秋战國之時，思想進步，人文理性精神勃發，季梁曰：「夫民，神之主也，是以聖王先成民，而後致力於神。」神為人創，民為神主，則上古神秘觀念漸消，「皇天上帝」之概念漸由自然之「天」取代，天為道德民意之化身，這構成了後世中國文化信仰的一個基礎，而「敬天祭祖」是中國文化中最基本的信仰要素。

### 儒家的不可知論和衍伸出儒教的人格天

#### 儒家
中國的某些傳統，從某種程度上說是一種不可知論。例如在論語中，孔子說：「子不語怪力亂神」，但並沒有說，「子不信鬼神」，亦曾說過：“未知生，焉知死”，很典型地說明了東方的不可知論。

#### 儒教
鄭玄曰：「上帝者，天之別名也」；另一方面，有時又作了區分，如《漢書》記載：「四年春，郊祀高祖以配天，宗祀孝文皇帝以配上帝」，其中又將天和上帝區分開來，上帝地位低於天。以鄭玄為代表的神學體系認為上帝為天之別名，總共有六天、六上帝。六天上帝即昊天上帝與五方上帝。昊天上帝（天皇大帝）為全天之帝；五方天帝各為一方天帝，分別為中央土德黃帝含樞紐、東方木德青帝靈威仰、南方火德赤帝赤熛弩、西方金德白帝白招拒、北方水德玄帝汁光紀。
以王肅為代表的宗教系統認為五行人帝可稱為上帝，但不可稱為天；昊天上帝則可稱為天，祭祀昊天上帝即代表祭天。中華文化中單說上帝即指昊天上帝。六上帝中，五行人帝可稱為上帝，但不可稱為天；昊天上帝則可稱為天，祭祀昊天上帝即代表祭天。按《隋書·禮儀》所載：「五時迎氣，皆是祭五行之人帝太皞之屬，非祭天也。天稱皇天，亦稱上帝，亦直稱帝。五行人帝亦得稱上帝，但不得稱天。」周朝以後的儒教繼承了周以前的中華宗教信仰傳統，因而歷代祭天延綿不絕。

### 中國西漢的思想家董仲舒提出的一套神學理論:人格天
中國漢朝的思想家董仲舒認為天是有意志的，能够支配一切的最高主宰，自然界的一切規律，以及人類的人事變化都是“天”所决定的。而人也是“天”按照自己的特點塑造的，人是為了體現天意被創造出来的。此套神學理論成為當時君主獲得统治合法性的一個依據，同時也是儒生集團制衡君主的一個思想工具。

### 東漢道教的人格天和中華民間信仰的玉皇大帝
道教中的玉皇大約是東漢時期出現的概念，由儒教中的昊天上帝轉化而來，但更人格化了。庄子认为，万事万物本于道，天由道而生。墨子把上帝鬼神看作人类之外的另一种生灵宋真宗封玉皇號曰「太上開天執符御曆含真體道玉皇大天帝」，宋徽宗再加封玉皇大帝為「太上開天執符御曆含真體道昊天玉皇上帝」，玉皇和昊天合一，從而大大提高了玉皇在民間的威望，令玉皇信仰流行開來。玉皇上帝、昊天上帝，名稱有异，而所指相同，實指一體，只是不同的場合使用不同的概念。儒教、中國傳統官方祭祀中一般稱昊天上帝，民間、道教中多稱玉皇大帝。
儘管玉皇上帝為中華民間信仰中的最高神、眾神之王，在道教中和太上老君一樣有著極為崇高的地位，玉皇被稱為「諸天之主」、「萬天之尊」，但地位低於道教中的最高神靈三清：元始天尊、道德天尊、靈寶天尊。在道教中，玉皇上帝的職能是「承三清之命，察紫微之庭」，「小事專掌，大事申呈」。

### 钟始生的《天学初征》和《天学再征》
他认为：第一，天是苍苍之天，是与地相对的物质之天；第二，天是“统御世间、主善罚恶之天，即《诗》、《易》、《中庸》所称上帝是也”，但这个主宰之天只是“治世，而非生世，譬如帝王，但治民而非生民也”。钟始生认为利玛窦附儒之论是对儒学天论的曲解。

## 延伸阅读
[在维基数据编辑]
 《欽定古今圖書集成·曆象彙編·乾象典·天部》，出自陈梦雷《古今圖書集成》

## 外部連結
- 吳震：〈「事天」與「尊天」——明末清初地方儒者的宗教關懷 （页面存档备份，存于）〉。
- 天道 （页面存档备份，存于）（《中華百科全書》）